# Josef Mayer (Politiker, 1806)
Josef Mayer (* 17. März 1806 in Steinfeld; † 17. Dezember 1891 auf Gut Ehrenhausen in Klagenfurt) war ein österreichischer Guts- und Fabrikbesitzer und Politiker.

## Leben
Mayer war der Sohn des Kaufmanns in Steinfeld Johann Mayer und dessen Ehefrau Helene geb. Görzer. Er war römisch-katholisch und heiratete am 12. April 1847 Maria Edle von Moro verw. von Moro (* 11. Oktober 1818; † 1. Juli 1857), die Tochter von Thomas Edler von Moro. Die Ehefrau brachte einen Stiefsohn in die Ehe mit. Nach der Tod der ersten Ehefrau heiratete er am 11. August 1858 Anna Katharina Janesch verw. Prettenhofer (* 5. März 1824; † 12. Januar 1913). Aus der zweiten Ehe gingen zwei Töchter hervor.
Mayer war Buchhalter bei der Tuchfabrik Gebrüder Moro. Er war Besitzer des Gutes Ehrenhausen und der Mautmühle in Ehrenhausen, Mitbesitzer der „Mageregger Getreidemühle“, Brennereibesitzer und Besitzer eines Zinshauses in Klagenfurt. Von 1868 bis 1870 war er Vizepräsident und von 1870 bis 1874 Präsident der Handels- und Gewerbekammer Klagenfurt. 1875 war er Vertreter der Fabriken in der Handelskammer. Daneben war er Aufsichtsrat der Bleiberger Bergwerks-Union.
Zwischen 1848 und 1891 war er Mitglied des naturhistorischen Landesmuseums. Im Jahr 1883 war er Gründungsmitglied der Ortsgruppe Annabichl-Lendorf des Deutschen Schulvereins.
In der ersten Wahlperiode war er vom 6. April 1861 bis zum 2. Januar 1867 Abgeordneter im Kärntner Landtag und Mitglied des Landesausschusses. In der zweiten Wahlperiode des Landtags war er vom 18. Februar 1867 bis zum 28. Oktober 1869 Landtagsabgeordneter und Mitglied des volkswirtschaftlichen Ausschusses.